# Nuoto ai Giochi della XXVII Olimpiade - Staffetta 4x100 metri stile libero femminile
Si sono svolte 2 batterie di qualificazione. Le prime 8 squadre si sono qualificati direttamente per la finale.

## Batterie
16 settembre 2000

### 1ª batteria
| Posizione | Atleta                                                                   | Paese       | Tempo      |
| --------- | ------------------------------------------------------------------------ | ----------- | ---------- |
| 1         | Alison Sheppard, Rosalind Brett, Karen Pickering e Sue Rolph             | Regno Unito | 3:42.47    |
| 2         | Louise Joehncke, Josefin Lillhage, Malin Svahnstroem e Therese Alshammar | Svezia      | 3:43.77    |
| 3         | Marianne Limpert, Shannon Shakespeare, Jessica Deglau e Laura Nicholls   | Canada      | 3:43.82    |
| 4         | Cecilia Vianini, Luisa Striani, Sara Parise e Cristina Chiuso            | Italia      | 3:43.97 RI |
| 5         | Lioubov Ioudina, Marina Tchepourkova, Ekaterina Kibalo e Inna Yaitskaya  | Russia      | 3:46.79    |
| 6         | Carmen Herea, Lorena Diaconescu, Diana Mocanu e Camelia Potec            | Romania     | 3:48.78    |

### 2ª batteria
| Posizione | Atleta                                                              | Paese       | Tempo   |
| --------- | ------------------------------------------------------------------- | ----------- | ------- |
| 1         | Ashley Tappin, Erin Phenix, Courtney Shealy e Amy Van Dyken         | Stati Uniti | 3:40.88 |
| 2         | Manon Van Rooijen, Chantal Groot, Thamar Henneken e Wilma Van Rijn  | Paesi Bassi | 3:42.32 |
| 3         | Katrin Meißner, Britta Steffen, Daniela Samulski e Kerstin Kielgass | Germania    | 3:43.22 |
| 4         | Elka Graham, Sarah Ryan, Mel Dodd e Giaan Rooney                    | Australia   | 3:43.56 |
| 5         | Xue Han, Jin Li, Sun Dan e Yang Yu                                  | Cina        | 3:46.62 |
| 6         | Nina van Koeckhoven, Liesbet Dreesen, Sofie Goffin e Tine Bossuyt   | Belgio      | 3:46.91 |
| 7         | Nadiya Beshevli, Valentyna Tregub, Olena Lapunova e Olga Mukomol    | Ucraina     | 3:49.11 |

## Finale
16 settembre 2000
| Posizione | Atleta                                                                     | Paese       | Tempo      |
| --------- | -------------------------------------------------------------------------- | ----------- | ---------- |
|           | Amy Van Dyken, Dara Torres, Courtney Shealy e Jenny Thompson               | Stati Uniti | 3:36.91 RM |
|           | Manon van Rooijen, Wilma van Hofwegen, Thamar Henneken e Inge De Bruijn    | Paesi Bassi | 3:39.83 RE |
|           | Louise Jöhncke, Therese Alshammar, Johanna Sjöberg e Anna-Karin Kammerling | Svezia      | 3:40.30    |
| 4         | Antje Buschschulte, Katrin Meißner, Franziska van Almsick e Sandra Völker  | Germania    | 3:40.31    |
| 5         | Karin Pickering, Alison Sheppard, Rosalind Brett e Sue Rolph               | Regno Unito | 3:40.54    |
| 6         | Susie O'Neill, Sarah Ryan, Elka Graham e Giaan Rooney                      | Australia   | 3:40.91    |
| 7         | Marianne Limpert, Shannon Shakespeare, Laura Nicholls e Jessica Deglau     | Canada      | 3:42.92    |
| 8         | Cecilia Vianini, Luisa Striani, Sara Parise e Cristina Chiuso              | Italia      | 3:44.49    |